# ハーグ条約 (1659年)
ハーグ条約（ハーグじょうやく、英語: Concert of The Hague）は、1659年5月21日に締結された、イングランド共和国、フランス王国、ネーデルラント連邦共和国が北方戦争に関して合意した条約。

## 概要
三国はスウェーデン帝国とデンマーク＝ノルウェーがロスキレ条約に基づく講和条約を締結すべきとしており、エーレスンド海峡とバルト海の自由航行（エルビング条約に基づく）も盛り込むべきとした。最終的に成立したコペンハーゲン条約は概ねハーグ条約に基づくものとなった。
オランダはハーグ条約の前にも北方戦争に2度介入した。1度目は1656年にダンツィヒの包囲を解いたとき（ダンツィヒ包囲戦 (1655年-1660年)）であり、エルビング条約につながった。2度目は1658年にコペンハーゲンを救ったとき（コペンハーゲン襲撃 (1659年)）だった。条約の締結に積極的だったのがオランダのヨハン・デ・ウィットであり、彼はオランダのバルト海における利益を守り、条約ではオランダ艦隊がスウェーデンとデンマークに圧力をかけて講和条約を守らせることに同意した。イングランドも同じくバルト海で貿易を行っており、その権益を武力をもって守ることを厭わなかった。デ・ウィットは条約を正式な同盟にしようとしたが、これは限定的な結果にしかならなかった。フランスとの交渉により1662年には仏蘭同盟が成立し、第二次英蘭戦争に有利に働いたが、イングランドとの交渉では航海の自由に関する合意ができなかったため同盟が成立しなかった。